# Träningsintolerans
Träningsintolerans är när någon inte har den fysiska orken att träna så hårt som man borde kunna förvänta sig. Det är ett symtom på hjärtsvikt, njursvikt, kroniskt obstruktiv lungsjukdom (KOL), svält, åldrande, ämnesomsättningssjukdomar, och andra hjärtsjukdomar än nämnt.
Träningsintolerans innebär att personen blir fort uttröttad vid fysisk aktivitet. Symptom som kan indikera tillståndet innefattar muskelkramp (jämför värmekramp), utmattning, lägre puls än förväntat, mental nedstämdhet, större stegring av blodtrycket under aktiviteten än för andra personer eller cyanos.
Träningsintolerans kan ha flera orsaker. Muskelstrukturen kan förändras vid hjärtsvikt, KOL och njursvikt, och bidra till att styrkan avtar, men sjukdomar tycks också leda till att musklerna förtvinar vilket nedsätter orken, liksom förändrad ämnesomsättning i musklerna. Lungsjukdomar kan yttra sig i dynamisk hyperinflation, vilket försvårar syreomsättningen under träning. Vid hjärtsjukdomar kan hjärtat ha svårt att anpassa sig till träning, och den förhöjda hjärtfrekvens som ökad aktivitet normalt medför uteblir eller blir inte så hög som den borde. Vid hjärtsvikt är cytokinen interleukin-1β  förhöjd, och tycks bidra till träningsintoleransen.
Ju värre träningsintolerans, desto sämre prognos, åtminstone för hjärtpatienter.